# Garovaglia muscicola
Garovaglia muscicola — вид грибів, що належить до монотипового роду  Garovaglia.